# Jérémie Bela
Jérémie Bela (Melun, 8 aprile 1993) è un calciatore francese naturalizzato angolano, attaccante dell'Omonia 29is Maiou e della nazionale angolana.

## Carriera

### Club
Ha giocato nella prima divisione francese e nelle seconde divisioni di Francia, Spagna ed Inghilterra.

### Nazionale
Dopo aver giocato con la nazionale francese Under-16 ha optato per rappresentare l'Angola, con la cui nazionale ha esordito nel 2020. Nel 2023 è stato convocato per la Coppa d'Africa.

## Statistiche

### Presenze e reti nei club
Statistiche aggiornate al 2 febbraio 2023.
| Stagione               | Squadra                | Campionato             | Campionato | Campionato | Coppe nazionali | Coppe nazionali | Coppe nazionali | Coppe continentali | Coppe continentali | Coppe continentali | Altre coppe | Altre coppe | Altre coppe | Totale | Totale |
| Stagione               | Squadra                | Comp                   | Pres       | Reti       | Comp            | Pres            | Reti            | Comp               | Pres               | Reti               | Comp        | Pres        | Reti        | Pres   | Reti   |
| ---------------------- | ---------------------- | ---------------------- | ---------- | ---------- | --------------- | --------------- | --------------- | ------------------ | ------------------ | ------------------ | ----------- | ----------- | ----------- | ------ | ------ |
| 2012-2013              | Lens                   | L2                     | 16         | 1          | CF+CdL          | 4+0             | 1+0             | -                  | -                  | -                  | -           | -           | -           | 20     | 2      |
| 2013-gen. 2014         | Lens                   | L2                     | 1          | 0          | CF+CdL          | 0+2             | 0               | -                  | -                  | -                  | -           | -           | -           | 3      | 0      |
| Totale Lens            | Totale Lens            | Totale Lens            | 17         | 1          |                 | 6               | 1               |                    | -                  | -                  |             | -           | -           | 23     | 2      |
| gen.-giu. 2014         | Digione                | L2                     | 4          | 0          | CF+CdL          | -               | -               | -                  | -                  | -                  | -           | -           | -           | 4      | 0      |
| 2014-2015              | Digione                | L2                     | 33         | 6          | CF+CdL          | 1+1             | 0               | -                  | -                  | -                  | -           | -           | -           | 35     | 6      |
| 2015-2016              | Digione                | L2                     | 23         | 4          | CF+CdL          | 0+2             | 0+1             | -                  | -                  | -                  | -           | -           | -           | 25     | 5      |
| 2016-2017              | Digione                | L1                     | 14         | 0          | CF+CdL          | 2+1             | 1+0             | -                  | -                  | -                  | -           | -           | -           | 17     | 1      |
| Totale Digione         | Totale Digione         | Totale Digione         | 74         | 10         |                 | 7               | 2               |                    | -                  | -                  |             | -           | -           | 81     | 12     |
| 2017-2018              | Albacete               | SD                     | 33         | 5          | CR              | 1               | 2               | -                  | -                  | -                  | -           | -           | -           | 6      | 3      |
| 2018-2019              | Albacete               | SD                     | 34+2       | 11+1       | CR              | 1               | 0               | -                  | -                  | -                  | -           | -           | -           | 36     | 12     |
| Totale Albacete        | Totale Albacete        | Totale Albacete        | 67+2       | 16+1       |                 | 2               | 2               |                    | -                  | -                  |             | -           | -           | 71     | 19     |
| nov. 2019-2020         | Birmingham City        | FLC                    | 30         | 2          | FACup+CdL       | 3               | 2               | -                  | -                  | -                  | -           | -           | -           | 33     | 4      |
| 2020-2021              | Birmingham City        | FLC                    | 35         | 3          | FACup+CdL       | 1+1             | 0               | -                  | -                  | -                  | -           | -           | -           | 37     | 3      |
| 2021-2022              | Birmingham City        | FLC                    | 31         | 2          | FACup           | 0               | 0               | -                  | -                  | -                  | -           | -           | -           | 31     | 2      |
| Totale Birmingham City | Totale Birmingham City | Totale Birmingham City | 96         | 7          |                 | 5               | 2               |                    | -                  | -                  |             | -           | -           | 101    | 9      |
| 2022-2023              | Clermont Foot          | L1                     | 12         | 1          | CF              | 1               | 0               |                    | -                  | -                  |             | -           | -           | 13     | 1      |
| Totale carriera        | Totale carriera        | Totale carriera        | 261+2      | 35+1       |                 | 21              | 7               |                    | -                  | -                  |             | -           | -           | 289    | 43     |